# Fillé
Fillé – miejscowość i gmina we Francji, w regionie Kraj Loary, w departamencie Sarthe.
Według danych na rok 1990 gminę zamieszkiwało 836 osób, a gęstość zaludnienia wynosiła 83 osoby/km² (wśród 1504 gmin Kraju Loary, Fillé plasuje się na 650. miejscu pod względem liczby ludności, natomiast pod względem powierzchni na miejscu 1007.).